# Рокавиняле
Рокавиня̀ле (на италиански: Roccavignale; на лигурски: Ròcavignâ, Рокавиня) е община в Северна Италия, провинция Савона, регион Лигурия. Разположена е на 525 m надморска височина. Населението на общината е 745 души (към 2011 г.).
Административен център на общината е село Валцемола (Valzemola).